# 無慈悲
| ウィキペディアには「無慈悲」という見出しの百科事典記事はありません（タイトルに「無慈悲」を含むページの一覧/「無慈悲」で始まるページの一覧）。 代わりにウィクショナリーのページ「無慈悲」が役に立つかもしれません。 |